# El silenci és d'or
El silenci és d'or (títol original en francès: Le Silence est d'or) és una pel·lícula francesa dirigida per René Clair, estrenada el 1947. Ha estat doblada al català.

## Argument
El 1910, al pintoresc món dels estudis cinematogràfics, una noia desembarcada de la seva província sedueix, sense voler-ho, l'escenògraf de les produccions Fortuna, i Jacques, el seu fill adoptiu, que també treballa allà. Anant de desavinences a reconciliacions i del riure a les llàgrimes, l'home vell comprèn veient les tórtores interpretar una escena d'amor que ha passat el temps d'estimar. Sap apartar-se amb elegància.

## Repartiment
- Maurice Chevalier: Emile Clément, un director de cinema
- François Périer: Jacques Francet, el seu fill adoptiu
- Marcelle Derrien: Madeleine Célestin, una jove de províncies que sedueix el pare i el fill
- Dany Robin: Lucette, l'ex-amant de Jacques
- Bernard La Jarrige: Paulo
- Paul Ollivier: El comptable
- Georges Bever: El ministre
- Paul Faivre: El cotxer
- Marcel Charvey: El controlador
- Jean Sylvain: Un passant
- Christiane Sertilange: Marinette
- Roland Armontel: Célestin, un actor de teatre
- Paul Demange: El sultà de Socotora
- Max Dalban: Cri-Cri, un maquinista
- Jean Daurand: Alfred, un maquinista
- Albert Michel: Zanzi

## Premis i nominacions

### Premis
- 1947: Léopard d'or del Festival de Locarno
- 1947: Premi Meliès